# Antonio Monni
Antonio Monni (Orgosolo, 2 agosto 1895 – Nuoro, 26 aprile 1979) è stato un avvocato e politico italiano.

## Biografia
Originario di Orgosolo e avvocato penalista. Sindaco di Nuoro nel dopoguerra dal 1946 al 1948, fu presidente dell'Ospedale civile di Nuoro, presidente della Federazione italiana caccia in Roma e consigliere comunale a Nuoro. 
Viene eletto senatore della Repubblica per tre legislature (restando in carica dal 1953 al 1968) e vicepresidente della Commissione giustizia e della Commissione di vigilanza sulla Rai. 
Morì a Nuoro nel 1979, all'età di 84 anni.